# Ањозине
Ањозине (итал. Agnosine) је насеље у Италији у округу Бреша, региону Ломбардија.
Према процени из 2011. у насељу је живело 1238 становника. Насеље се налази на надморској висини од 470 м.

## Становништво
Према резултатима пописа становништва 2011. у општини је живело 1.833 становника.
| 1931. | 1936. | 1951. | 1961. | 1971. | 1981. | 1991. | 2001. | 2011. |
| ----- | ----- | ----- | ----- | ----- | ----- | ----- | ----- | ----- |
| 1.225 | 1.163 | 1.213 | 1.531 | 1.647 | 1.691 | 1.717 | 1.875 | 1.833 |